# Ebenus sibthorpii
Ebenus sibthorpii är en ärtväxtart som beskrevs av Dc. Ebenus sibthorpii ingår i släktet Ebenus och familjen ärtväxter. Inga underarter finns listade i Catalogue of Life.